# Oesterreichischer Alpenverein
Oesterreichischer Alpenverein (zkratka ÖAV n. OeAV), v překladu „Rakouský alpský spolek“ je největší rakouská horolezecká zájmová organizace. Sídlo Rakouského alpského spolku je v Innsbrucku. Spolek se skládá z 195 právně samostatných sekcí (s 236 horskými chatami a přibližně 26 000 km turistickými a horskými cestami) sdružujících přes 470 000 členů (stav leden 2013). Prezidentem byl v roce 2013 zvolen rakouský právník a dlouholetý spolkový funkcionář Andreas Ermacora (* 23. červen 1960, Innsbruck).

## Historie

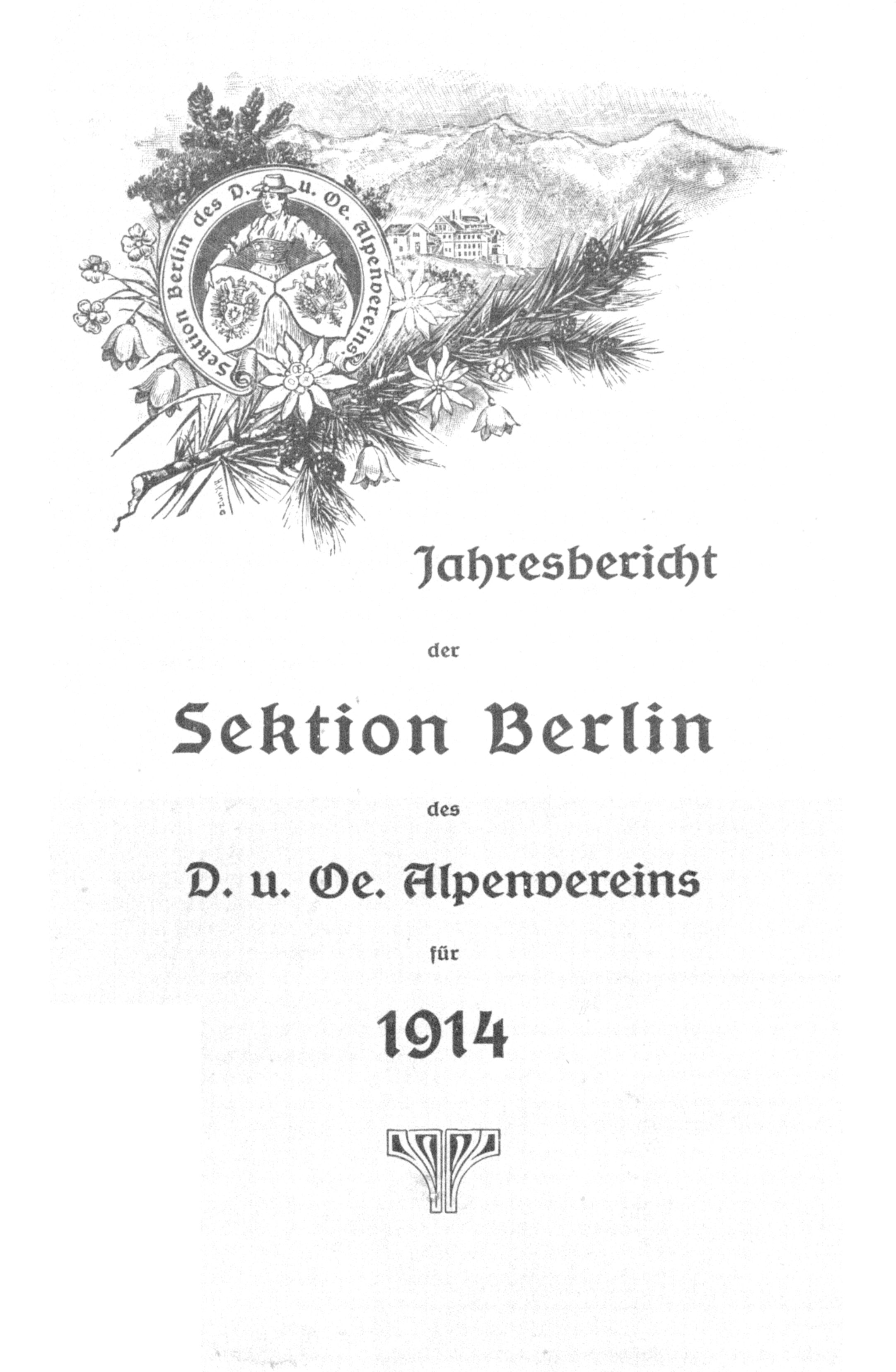
Výroční zpráva sekce Berlín DuÖAV, 1914

Po britském Alpine Clubu je Rakouský alpský spolek druhou nejstarší organizací svého druhu na světě. Ustavující schůze Rakouského alpského spolku/Oesterreichischer Alpenverein (OeAV) se konala 9. listopadu 1862 v Zeleném sále Vědecké akademie/Akademie der Wissenschaften ve Vídni. Na založení spolku se významně podíleli studenti Paul Grohmann, Edmund von Mojsisovics a Guido von Sommaruga.
V roce 1869 založili v Mnichově němečtí a rakouští horolezci Německý alpský spolek/Deutscher Alpenverein (DAV). Pojem «německý» v té době v sobě zahrnoval německy mluvící oblasti střední Evropy a «německými Alpami» byly myšleny Východní Alpy. DAV nepůsobil centralizovaně. Od severního Německa až po Jadran fungovala spousta samostatných spolků, které měly na starosti alpské pracovní oblasti, kde stavěly turistické chaty a cesty, školily horské vůdce a podporovaly místní horské obyvatelstvo. Ustanovující shromáždění 6. sekce DAV se konalo 19. května v 1870 v Praze.
Rychlý rozvoj a úspěchy DAV brzy vedly ke sloučení obou alpských spolků. V roce 1873 oba spolky založily Německý a rakouský alpský spolek/Deutscher und Oesterreichischer Alpenverein (DuÖAV). OeAV se společně s Vídeňskou sekcí/Sektion Wien DAV stal novou sekcí Austria Německého a rakouského alpského spolku /Sektion Austria DuÖAV. Centrální spolková kancelář s výborem putovala po celém společném území. Až do první světové války vzniklo téměř 400 sekcí s 319 horskými chatami.

### Meziválečné období

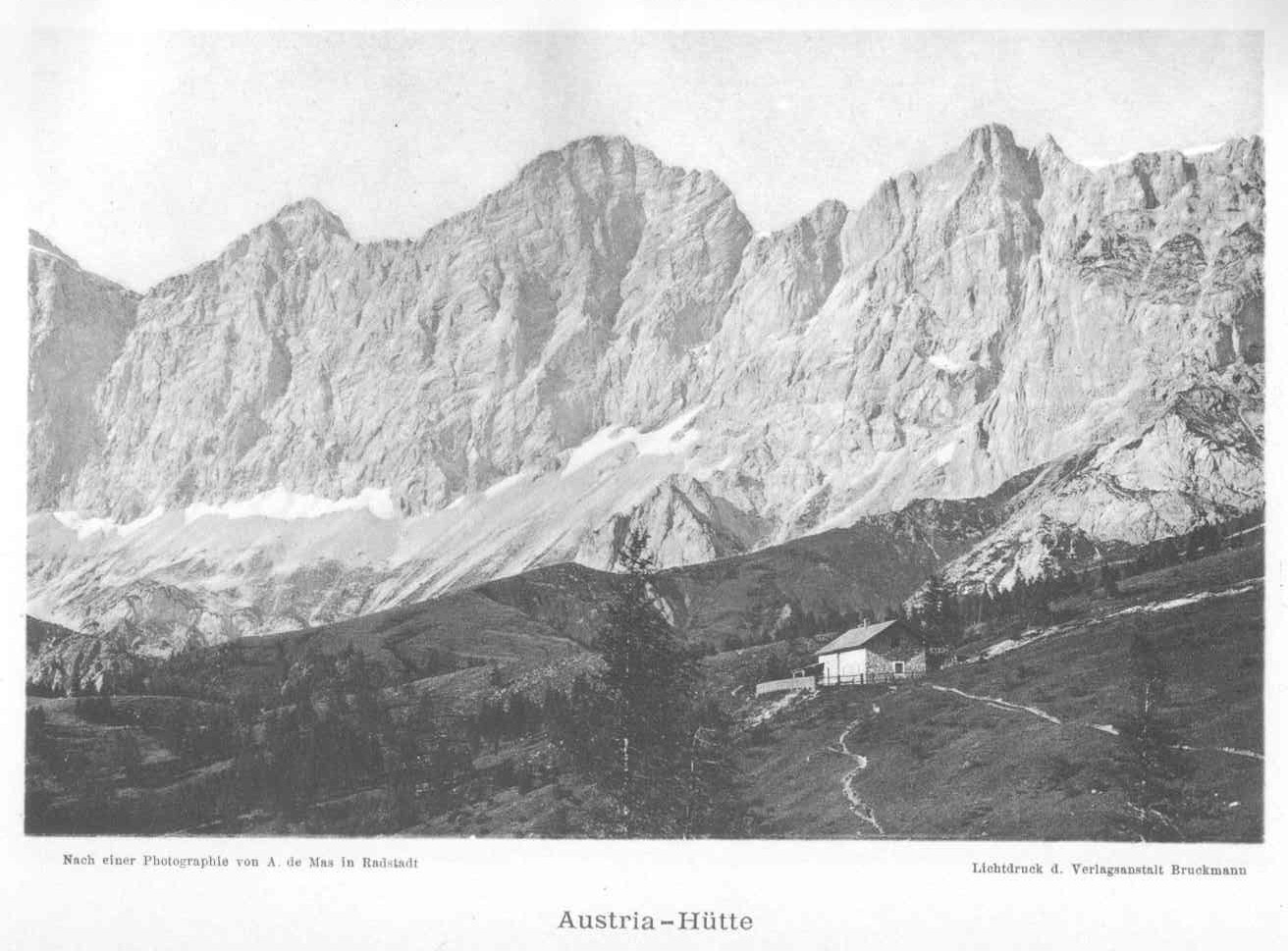
Austriahütte 1890, s Dachsteinsüdwand - Hoher Dachstein

Po rozpadu monarchie ztratily sekce spoustu chat v Jižním Tyrolsku a po vzniku Československa se musely od své mateřské organizace distancovat i německé sekce na území nového státu. Nově ustavené alpské spolky na území Československa se sdružovaly od 7. března 1920 ve Svazu německých alpských spolků v Československu/Verband der Deutschen Alpenvereine in der Tschechoslowakei (VDAV) se sídlem v Teplicích. Prvním předsedou byl zvolen Peter Kotter.
„Členové DAV v Česku mají stejná práva jako členové DuÖAV s výjimkou hlasovacího práva na valné hromadě DuÖAV. Členové DAV obdrží členské karty a známky, které jsou podobné kartám členů DuÖAV. Mají stejné slevy na chatách a rovněž obdrží bezplatně Mitteilungen, pokud zaplatí roční příspěvek, který činí pro člena A 32 Kč a pro člena B 12 Kč.“
Odpověď DuÖAV na dopis Franze Wenigera z Böhmisch Krumau ze dne 24. 10. 1932
Zejména v prvních letech po první světové válce se začaly projevovat ve spolku xenofobní a antisemitské tendence. I když byla ze strany centrálního výboru ponechána k přijetí árijského odstavce a k pozměnění stanov sekcím volná ruka, většina sekcí jej v Rakousku přijala. Nově založená sekce židovských a liberálních členů Donauland se stala terčem útoků ze strany antisemitské členské základny. V roce 1924 se centrální výbor dohodl na kompromisu. Sekce Donauland byla z DuÖAV vyloučena s tím, že antisemité přestanou se svými útoky. Situace se zhoršila i ve vztahu ke spolku Naturfreunde/Přátelé přírody. V roce 1933/34 rozpustila nacistická vláda v Německu a austrofašistická vláda s levicovým blokem v Rakousku i spolek Naturfreunde. Sekce alpského spolku ale odmítaly přijmout jejich zabavený majetek, který jim vláda nabídla.

### Druhá světová válka

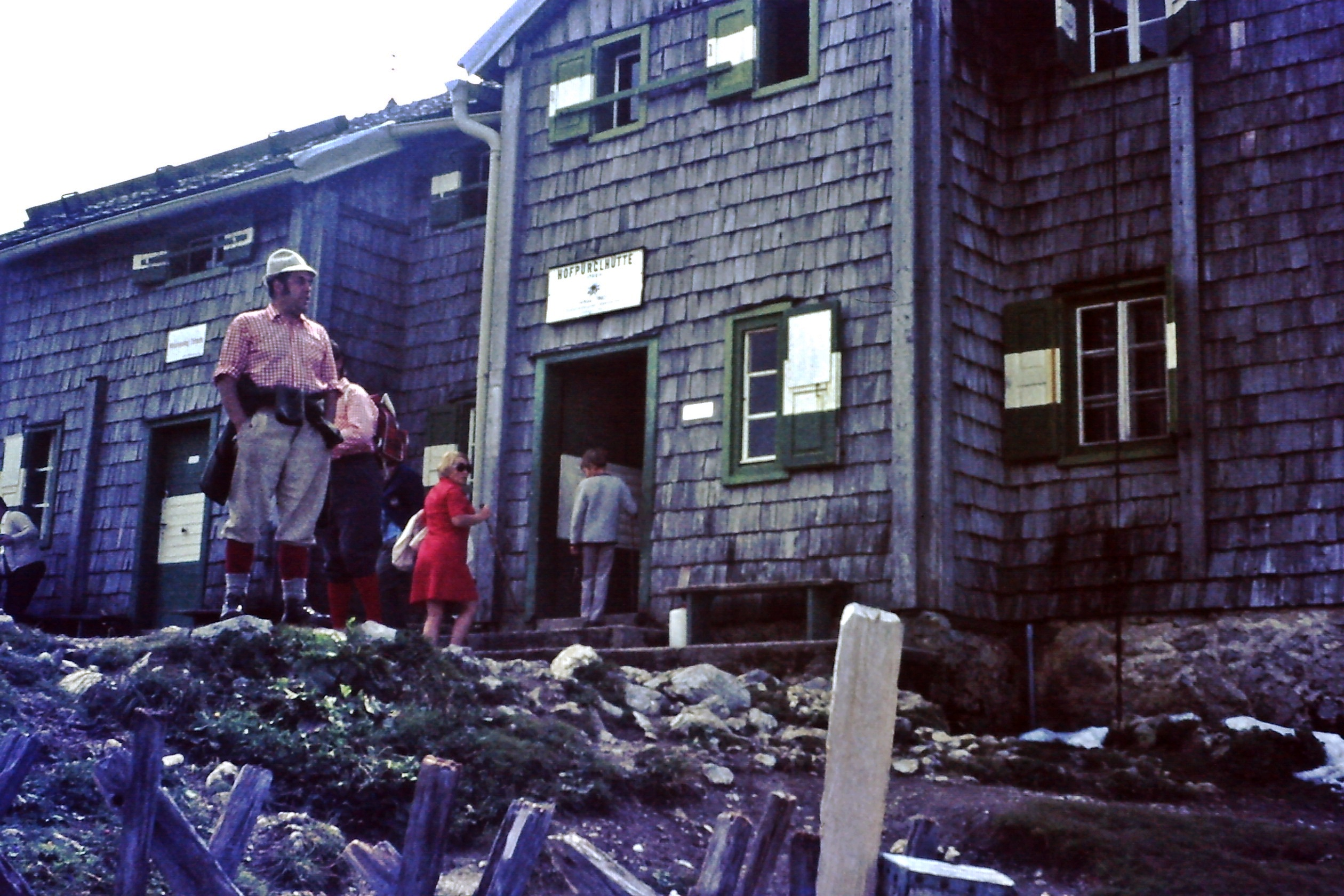
Hofpürglhütte v roce 1971

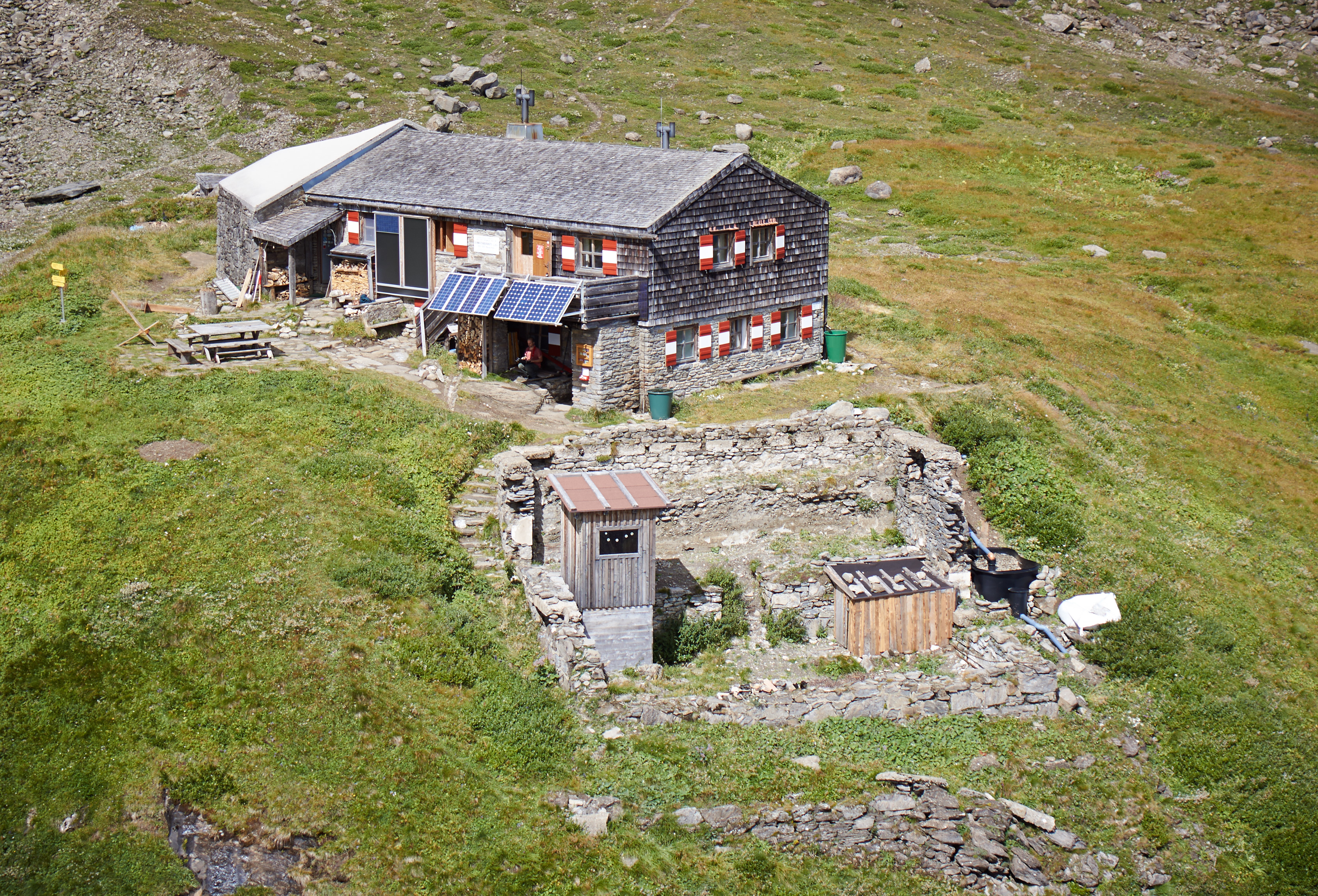
Schwarzenberghütte v roce 2012

Po připojení Rakouska k Německé říši v roce 1938 se následnickou organizací stal Německý alpský spolek (DAV) fungující pod Národně-socialistickým říšským svazem pro tělesnou výchovu/Nationalsozialistischer Reichsbund für Leibesübungen (NSRL), který zastřešovala organizace NSDAP. Na podzim roku 1938 bylo k němu připojeno i 17 sekcí Alpského spolku z československého pohraničí (Sudet). Sídlem rakouské sekce zůstal Innsbruck. Všechny malé alpské spolky i s elitním Rakouským alpským klubem/Österreichischer Alpenklub (ÖAK) byly zrušeny nebo se z nich staly samostatné sekce pod DAV. Předsedou byl zvolen rakouský zemský kancléř Arthur Seyß-Inquart, přesvědčený národní socialista a antisemita.

### Poválečná historie
Po druhé světové válce si prošly rakouské alpské spolky obtížnou cestou vyjasňování právních vztahů a vymáháním majetku pře Ústavní soud (Verfassungsgerichtshof). Některé sekce byly uznány a některé musely být znovu založeny. Od roku 1951 přijal spolek svůj původní název Oesterreichischer Alpenverein. Horské chaty bývalých sekcí pod Německým říšským alpským spolkem byly svěřeny nezávislému správci a teprve po podepsání Rakouské státní smlouvy o znovuobnovení rakouské suverenity a demokracie mohly přejít do majetku původních sekcí DAV. Životní poměry v zemi se postupně normalizovaly, Rakousko zažívalo v 60. letech 20. století rozmach ekonomiky a se zájmem obyvatelstva o trávení dovolené a volného času se rozvíjela nejen činnost Rakouského alpského spolku, ale stoupla i členská základna. Spřátelené spolky ÖAV, DAV a AVS (Alpenverein Südtirol) začaly společně spolupracovat. Vedení Rakouského alpského spolku sídlí v Innsbrucku. V roce 2012 oslavil spolek 150 let od svého založení.

## Sekce Rakouského alpského spolku

### Burgenland
- Sektion Burgenland
- Sektion Südburgenland

### Landesverband Kärnten
- Sektion Feldkirchen, Feldkirchen in Kärnten
- Sektion Gmünd, Malta, Kärnten
- Sektion Großkirchheim-Heiligenblut, Großkirchheim
- Sektion Hermagor, Hermagor
- Sektion Klagenfurt, Klagenfurt
- Sektion Mallnitz, Mallnitz
- Sektion Millstatt, Millstatt am See, Kärnten
- Sektion Mölltal, Obervellach
- Sektion Obergailtal-Lesachtal, Kötschach-Mauthen
- Sektion Radenthein, Radenthein
- Sektion Spittal an der Drau, Spittal an der Drau
- Sektion Steinnelke, Oberes Drautal
- Sektion Winklern, Winklern, Mölltal
- Sektion Wolfsberg, St. Stefan im Lavanttal
- Zweig Villach, Villach
- Sektion Weitwanderer
- Die Karnischen

### Landesverband Niederösterreich
- Alpenverein Mödling, Mödling
- Alpenverein Waldviertel, Waidhofen an der Thaya
- Sektion Amstetten, Amstetten
- Sektion Berndorf, Berndorf, Niederösterreich
- Sektion Enzian, Neuhaus, Triestingtal
- Sektion Euratsfeld, Euratsfeld
- Sektion GV Stockerau, Stockerau
- Sektion Horn, Horn, Niederösterreich
- Sektion Königstetten, Königstetten
- Sektion Krems, Krems an der Donau
- Sektion Liesing-Perchtoldsdorf, Perchtoldsdorf
- Sektion Melk, Kilb
- Sektion Mistelbach, Mistelbach an der Zaya
- Sektion Reichenau, Reichenau an der Rax
- Sektion Sankt Leonhard/Forst, St. Leonhard am Forst
- Sektion Sieghartskirchen, Sieghartskirchen
- Sektion Spitz, Spitz, Donau
- Sektion St. Peter/Au, St. Peter in der Au
- Sektion St. Pölten, St. Pölten
- Sektion Teufelstein-Perchtoldsdorf, Perchtoldsdorf
- Sektion Tulln, Tulln an der Donau
- Sektion Waidhofen/Ybbs, Waidhofen an der Ybbs
- Sektion Weitwanderer, Wien
- Sektion Wiener Neustadt, Wiener Neustadt
- Zweig Baden, Baden bei Wien

### Landesverband Oberösterreich
- Sektion Altenberg, Altenberg bei Linz
- Sektion Bad Goisern, Bad Goisern am Hallstättersee
- Sektion Bad Hall, Bad Hall
- Sektion Bad Ischl, Bad Ischl
- Sektion Braunau, Braunau am Inn
- Sektion Ebensee, Ebensee
- Sektion Neugablonz-Enns, Enns
- Sektion Freistadt, Freistadt, Oberösterreich
- Sektion Gmunden, Gmunden
- Sektion Großraming, Großraming
- Sektion Grünburg, Grünburg, Oberösterreich
- Sektion Hallstatt, Hallstatt
- Sektion Kirchdorf, Kirchdorf an der Krems
- Sektion Kremsmünster, Kremsmünster
- Sektion Laakirchen, Laakirchen
- Sektion Lambach, Lambach
- Alpenverein Linz, Linz
- Alpenverein TK Linz, Linz
- Sektion Molln-Steyrtal, Molln
- Sektion Mondsee, Mondsee
- Alpenverein Ried im Innkreis, Ried im Innkreis
- Sektion Wartberg an der Krems, Ried im Traunkreis
- Sektion Rohrbach, Rohrbach in Oberösterreich
- Sektion Mattighofen, Schalchen
- Sektion Schärding, Schärding
- Sektion Schwanenstadt, Schwanenstadt
- Sektion Spital am Pyhrn, Spital am Pyhrn
- Alpenverein Steyr, Steyr
- Sektion Sankt Wolfgang, St. Wolfgang im Salzkammergut
- Sektion Vöcklabruck, Vöcklabruck
- Sektion Wels, Wels
- Sektion Weyer, Weyer, Oberösterreich
- Sektion TK Windischgarsten, Windischgarsten
- Sektion Rodlland, Zwettl an der Rodl

### Landesverband Salzburg
- Sektion Badgastein, Bad Gastein
- Ortsgruppe Dorfgastein, Dorfgastein
- Sektion Bad Hofgastein, Bad Hofgastein
- Sektion Bischofshofen, Bischofshofen
- Sektion Großarl-Hüttschlag,
- Sektion Hallein, Hallein
- Sektion Kaprun, Kaprun
- Sektion Kuchl, Kuchl
- Sektion Lammertal, Abtenau
- Sektion Lend-Dienten, Lend
- Sektion Leogang, Leogang
- Sektion Lofer, St. Martin bei Lofer
- Sektion Lungau, Mariapfarr
- Sektion Niedernsill, Niedernsill
- Ortsgruppe Bramberg
- Ortsgruppe Krimml
- Ortsgruppe Neukirchen
- Ortsgruppe Uttendorf
- Ortsgruppe Wald
- Sektion Oberpinzgau, Mittersill
- Ortsgruppe St. Martin
- Ortsgruppe Wagrain/Kleinarl, Wagrain Markt
- Sektion Pongau, St. Johann im Pongau
- Sektion Radstadt, Eben im Pongau
- Sektion Rauris, Rauris
- Sektion Saalfelden, Saalfelden am Steinernen Meer
- Ortsgruppe Eggelsberg, Eggelsberg
- Ortsgruppe Golling, Golling an der Salzach
- Ortsgruppe Grossgmain, Salcburk
- Ortsgruppe Ostermiething, St. Georgen bei Salzburg
- Ortsgruppe Seekirchen, Seekirchen am Wallersee
- Ortsgruppe Strasswalchen, Friedburg
- Ortsgruppe Thalgau, Thalgau
- Sektion Salzburg, Salcburk
- Sektion Sankt Gilgen, St. Gilgen
- Sektion Wallersee, Henndorf am Wallersee
- Sektion Warnsdorf-Krimml, Krimml
- Sektion Werfen, Werfen
- Sektion Zell am See, Zell am See

### Landesverband Steiermark
- Akademische Sektion Graz, Graz
- Alpenverein Gleisdorf, Gleisdorf
- Sektion Admont-Gesäuse, Admont
- Sektion Anger, Anger, Steiermark
- Sektion Ausseerland, Bad Aussee
- Sektion Bad Mitterndorf, Bad Mitterndorf
- Sektion Bruck/Mur, Bruck an der Mur
- Sektion Deutschlandsberg, Deutschlandsberg
- Sektion Eisenerz, Eisenerz
- Sektion Feldbach, Mühldorf bei Feldbach
- Sektion Fohnsdorf, Fohnsdorf
- Sektion Frohnleiten, Frohnleiten
- Sektion Fürstenfeld, Fürstenfeld
- Sektion Gratkorn-Gratwein, Gratwein
- Sektion Graz-St. G.V., Graz
- Sektion Gröbming, Gröbming
- Sektion Hartberg, Hartberg
- Sektion Haus/Ennstal, Haus, Steiermark
- Sektion Judenburg, Judenburg
- Sektion Kapfenberg, Kapfenberg
- Sektion Kindberg, Kindberg
- Sektion Kirchbach, Heiligenkreuz am Waasen
- Sektion Knittelfeld, Knittelfeld
- Sektion Köflach, Köflach
- Sektion Krieglach, Krieglach
- Sektion Leibnitz, Wagna
- Sektion Leoben, Leoben
- Sektion Liezen, Liezen
- Sektion Mariazellerland, Mariazell
- Sektion Mitterdorf, Mitterdorf im Mürztal
- Sektion Mixnitz, Mixnitz
- Sektion Murau, Murau
- Sektion Mürzzuschlag, Mürzzuschlag
- Sektion Öblarn, Öblarn
- Sektion Pruggern, Pruggern
- Sektion Rottenmann, Rottenmann
- Sektion Sankt Gallen, Sankt Gallen, Steiermark
- Sektion Schladming, Schladming
- Sektion Stainach, Stainach
- Sektion St. Margarethen/Raab, Markt Hartmannsdorf
- Sektion Trieben, Trieben
- Sektion Trofaiach, Trofaiach
- Sektion Voitsberg, Voitsberg
- Sektion Wartberg, St. Barbara im Mürztal
- Sektion Weisskirchen, Weißkirchen in Steiermark
- Sektion Weiz, Weiz

### Landesverband Tirol
- Sektion Lechtal, Bach, Lechtal
- Sektion Mittleres Unterinntal, Brixlegg
- Sektion Ehrwald, Ehrwald
- Sektion Fieberbrunn, Fieberbrunn
- Sektion Stubai, Fulpmes
- Sektion Hall in Tirol, Hall in Tirol
- Sektion Hochfilzen, Hochfilzen
- Sektion Brixen im Thale, Hopfgarten im Brixental
- Sektion Imst-Oberland, Imst
- Akademische Sektion Innsbruck, Innsbruck
- Alpenverein Innsbruck, Innsbruck
- Sektion TK Innsbruck, Innsbruck
- Zweig Jenbach, Jenbach
- Sektion Kirchberg, Kirchberg in Tirol
- Sektion Kirchbichl Umgebung, Kirchbichl
- Sektion Kitzbühel, Kitzbühel
- Sektion Kössen-Reit im Winkl, Kössen
- Sektion Kufstein, Kufstein
- Sektion Landeck, Landeck, Tirol
- Sektion Innerötztal, Längenfeld
- Sektion Lienz, Lienz
- Sektion Matrei in Osttirol, Matrei in Osttirol
- Sektion Zillertal, Mayrhofen
- Sektion Matrei am Brenner, Mühlbachl
- Sektion Nauders-Pfunds, Nauders
- Sektion Vorder-Ötztal, Oetz, Tirol
- Sektion Reutte, Reutte
- Sektion Schwaz, Schwaz
- Sektion Sillian, Sillian
- Sektion Steinach am Brenner, Steinach am Brenner
- Sektion Defereggen, St. Jakob in Defereggen
- Sektion Wilder Kaiser St. Johann, St. Johann in Tirol
- Sektion Hohe Munde, Telfs
- Sektion Umhausen, Umhausen
- Sektion Waidring, Waidring
- Sektion Wattens, Wattens
- Sektion Reichenberg, Wien
- Sektion Wörgl-Wildschönau, Wörgl

### Landesverband Wien
- Alpenverein Edelweiss
- Alpenverein Austria
- Alpenverein Gebirgsverein
- Akademische Sektion Wien
- Alpenverein Wien
- Sektion Voisthaler
- Sektion Stuhlecker

### Sekce v zahraničí
- Sektion Britannia
- Sektion Flandern

## Horolezecké vesničky/Bergsteigerdörfer
Projekt Bergsteigerdörfer/Horolezecké vesničky iniciovali v roce 2008 Oesterreichischer Alpenverein, Alpenkonvention/Alpská konvence a starostové rakouských obcí s původní zachovanou kulturou. Cílem projektu je zachovat historii i přírodní krásy zapojených lokalit pro budoucí generace. V alpských vesničkách, které stály při zrodu alpinismu, nedojde díky takovému projektu k výstavbě rozlehlých hotelových komplexů či velkých lyžařských center s lanovkami. Do projektu se zapojilo 20 vesniček z Rakouska a dvě z Bavorska: Ramsau bei Berchtesgaden (Berchtesgadenské Alpy/NP Nationalpark Berchtesgaden) a Hinterstein (Oberallgäu).

## Výhody členství ve spolku
Členství v Rakouském alpském spolku má pro sportovce i turisty mnoho výhod:
- slevy na ubytování v horských chatách OeAV a ostatních alpských spolků, přednost při rezervaci před nečleny
- pojištění sportovních aktivit v horách platném po celém světě
- možnost dalšího vzdělávání v pořádaných kurzech

Úplný výpis výhod lze nalézt na stránkách OeAV.

## Získání členství pro občany ČR
Občané ČR se mohou stát členy Rakouského alpského spolku. Mají pak nárok na stejné služby jako členové z Rakouska.
Některé české cestovní kanceláře zprostředkovávají za poplatek členství v Rakouském alpském spolku.
Podrobnější informace lze nalézt na českých stránkách OeAV www.alpenverein.cz, www.oeav.cz, www.edelweiss.cz a dalších.